# Batalha do Somme
A Batalha do Somme, também conhecida como Ofensiva do Somme, foi uma enorme batalha travada durante Primeira Guerra Mundial, com os exércitos do Império Britânico e da França lutando contra as forças da Alemanha. Aconteceu entre 1 de julho e 18 de novembro de 1916 em ambas as margens superiores do rio Somme, no nordeste da França. O objetivo da ofensiva era finalmente dar vitória aos Aliados e romper o impasse da luta de trincheiras. Acabou sendo uma das maiores batalhas travadas na Frente Ocidental, com mais de três milhões de homens na linha de frente.
Em dezembro de 1915, na Conferência de Chantilly, o alto-comando militar francês e britânico havia acordado que uma grande ofensiva seria lançada na região do Somme. Nos primeiros dois anos de guerra, os Aliados haviam desperdiçado suas tropas e recursos em ataques individuais ao longo da linha de frente, com pouca ou nenhuma coordenação entre as nações da aliança. Para 1916, os Aliados se comprometeram a combinar estratégias e ações contra as Potências Centrais, com os russos atacando pelo leste, os italianos no sul, e os exércitos franco-britânicos atacando no oeste, na área do rio Somme. Os planos iniciais vislumbravam ao menos 42 divisões francesas na linha de frente, apoiados no flanco norte pelo 4º Corpo de Exército da Força Expedicionária Britânica (a BEF). Porém, quando o exército imperial alemão começou sua própria ofensiva, a Operação Gericht, no rio Meuse, em 21 de fevereiro de 1916, os franceses mandaram várias divisões que estavam sendo preparadas para o Somme em direção ao sul com o propósito de manter a cidade de Verdun a todo o custo e os britânicos, que, em sua maior parte, apenas seriam "coadjuvantes" na ofensiva do Somme acabaram virando os protagonistas. Com a luta em Verdun se intensificando, os franceses pediram aos ingleses que antecipassem o ataque no Somme, porém o comandante Douglas Haig sabia que o momento não era oportuno, porém a fragilidade da situação da França, comprometendo tantas tropas na região de Verdun-sur-Meuse, o fez reconsiderar e ele concordou que um ataque na oportunidade mais próxima poderia finalmente quebrar as linhas alemãs e acabar com a guerra ainda em 1916. As tropas britânicas reunidas no Somme eram uma mistura do experiente exército regular pré-guerra do Reino Unido e uma força de voluntários recém treinados (conhecidos como Kitchener's Army). Para muitos destes jovens soldados, a batalha no Somme seria sua primeira experiência em combate.
Em 1 de julho de 1916, o exército britânico, protegidos por um intenso bombardeio de artilharia, lançou-se contra as posições defensivas alemãs, atacando da região de Foucaucourt-en-Santerre, ao sul do Somme, até Maricourt, na margem norte, com uma força de apoio avançando pela estrada Albert–Bapaume, perto de Gommecourt. As forças britânicas sofreram pesadas perdas devido ao enorme aparato defensivo alemão. No primeiro dia do Somme, os britânicos sofreram mais de 57 mil baixas (incluindo 19 240 mortos em combate), fazendo deste o "pior dia na história do exército britânico". Pouquíssimas tropas inglesas conseguiram chegar as linhas alemãs, com as treze divisões britânicas vendo companhias inteiras sendo estraçalhadas ou dispersadas. Os alemães haviam adotado uma postura defensiva a partir de 1914 e, ao contrário dos Aliados, haviam gastado muitos recursos fortificando suas trincheiras, adotando a estratégia de defesa em profundidade, cavando buracos fundos e bunkers reforçados de concreto, dando a eles uma enorme vantagem. Em comparação, os Aliados haviam feito trincheiras relativamente mal preparadas, já que a mentalidade da Entente era de "ofensiva a todo o custo", considerando manter grandes defesas como um desperdício de tempo e recursos. Ambos os lados utilizaram centenas de aviões, sendo uma das primeiras vezes na história que grandes ataques terrestres eram coordenados com o poderio aéreo. Os britânicos também utilizaram, em setembro, pela primeira vez sua nova arma, o tanque de guerra, buscando sobrepujar, à força, as trincheiras alemãs. O tanque, apesar de causar um forte impacto psicológico, acabou não sendo decisivo, com os alemães se adaptando rapidamente. Falhas mecânicas eram comuns e a maioria dos tanques utilizados no Somme foram destruídos ou abandonados, mas o conceito da guerra mecanizada permaneceu e evoluiu ao longo do tempo.
A ofensiva do Somme durou 140 dias, com quase um milhão de homens sendo mortos ou feridos (somadas as perdas de ambos os lados), fazendo desta batalha uma das mais sangrentas da história das guerras. No final, as forças britânicas e francesas haviam avançado 10 km dentro do território ocupado pelos alemães. Foi sua maior conquista territorial desde setembro de 1914, na Primeira Batalha do Marne. A luta no Somme também desviou algumas divisões alemãs que combatiam em Verdun, aliviando a situação dos franceses por lá. Contudo, os principais objetivos táticos da batalha não foram atingidos e as linhas alemãs na Frente Ocidental não quebraram. Cidades chave, como Péronne e Bapaume, não foram tomadas. Embora, no final de novembro, todas as novas ofensivas planejadas tivessem sido canceladas, combates pela região prosseguiriam até o começo de 1917. Historiadores e acadêmicos continuam debatendo a respeito da necessidade da batalha, sua significância e importância, e se as perdas sofridas valeram a pena de alguma forma.

## Antecedentes
A estratégia dos aliados para o ano de 1916 foi amplamente formulada durante uma conferência em Chantilly, realizada entre 6 e 8 dezembro de 1915. Foi decidido que ofensivas simultâneas seriam montadas pelos russos, no leste, os italianos (que haviam recentemente se unido à Entente), nos Alpes, e os anglo-franceses sobre a Frente Ocidental, comprimindo assim as potências centrais de todos os lados.
No final de dezembro de 1915, o general Douglas Haig substituiu o General Sir John French como Comandante-em-Chefe da Força Expedicionária Britânica (BEF).
Haig era favorável a uma ofensiva britânica na região do Flandres, uma vez que os inúmeros canais e portos da região poderiam favorecer o abastecimento das tropas. Sua ideia inicial era neutralizar os alemães a partir da costa do Mar do Norte, na Bélgica, local de onde os submarinos alemães partiam para afundar os navios que se dirigiam às Ilhas Britânicas.

## Os preparativos da ofensiva

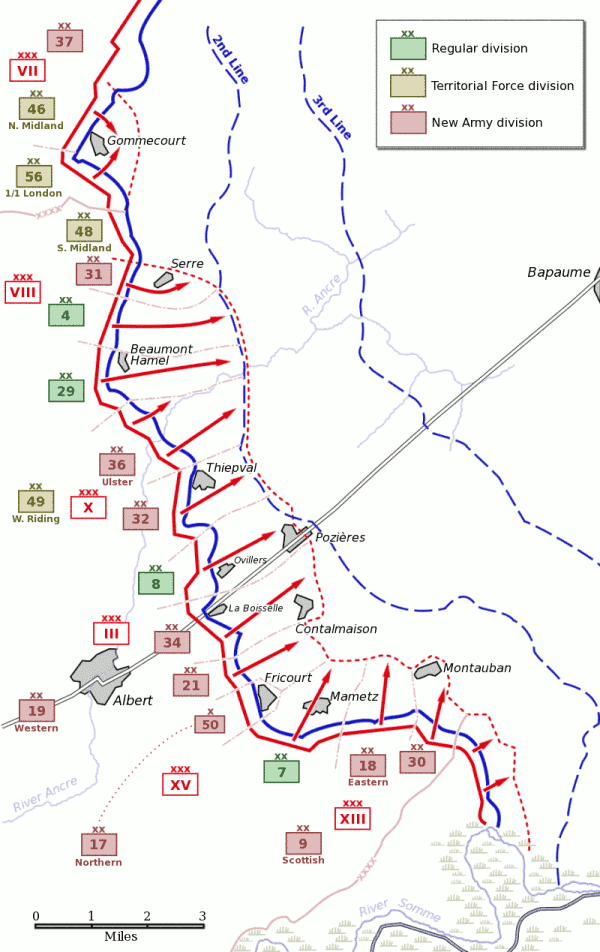
Plano de ataque aliado, 1 de julho de 1916.

Como os franceses se comprometeram, a qualquer custo, defender Verdun, a sua capacidade para desempenhar as suas funções no Somme desapareceram, e os encargos da ofensiva recaíram, portanto, sobre os britânicos. A França contribuiria com três corpos para a abertura do ataque (o I Exército Colonial, o XX e o XXXV Corpo do Exército).
Assim, o Conselho Interaliado julgou adequado aprazar a nova ofensiva para fins de junho.

## A estratégia do ataque
O plano que finalmente surgiu podia ser dividido em três fases: primeiro, uma tremenda barragem de artilharia para matar os alemães e destruir suas trincheiras, posições fortificadas e obstáculos de arame farpado; segundo, o avanço e captura dessas posições pela infantaria; e terceiro, uma grande carga da cavalaria, que seguiria para o norte, atacando as posições alemãs remanescentes.
Apesar disso, Férran e o General Péti Henry Rawlinson, comandante do 4º Exército britânico, tinham consideráveis dúvidas a respeito da capacidade profissional dos soldados do novo exército. Tanto os generais alemães quanto os britânicos consideravam que tais tropas estavam insuficientemente treinadas, devido ao curto espaço de tempo decorrido. Rawlinson temia que as unidades se rompessem e se desorganizassem se corressem pelo terreno. Conseqüentemente, ele ordenou às suas tropas que marchassem para a frente em formação de parada. Essa decisão teria um efeito devastador no desenrolar da batalha.
Haig teria ao todo 27 divisões (750 000 homens), 14 das quais apenas no assalto inicial. A participação francesa se limitaria a 5 divisões que iriam atacar ao sul. A ideia que prevalecia, desde o simples soldado aos oficiais do Estado Maior, era que a infantaria só teria que ocupar e colher o fruto maduro.

## O bombardeio

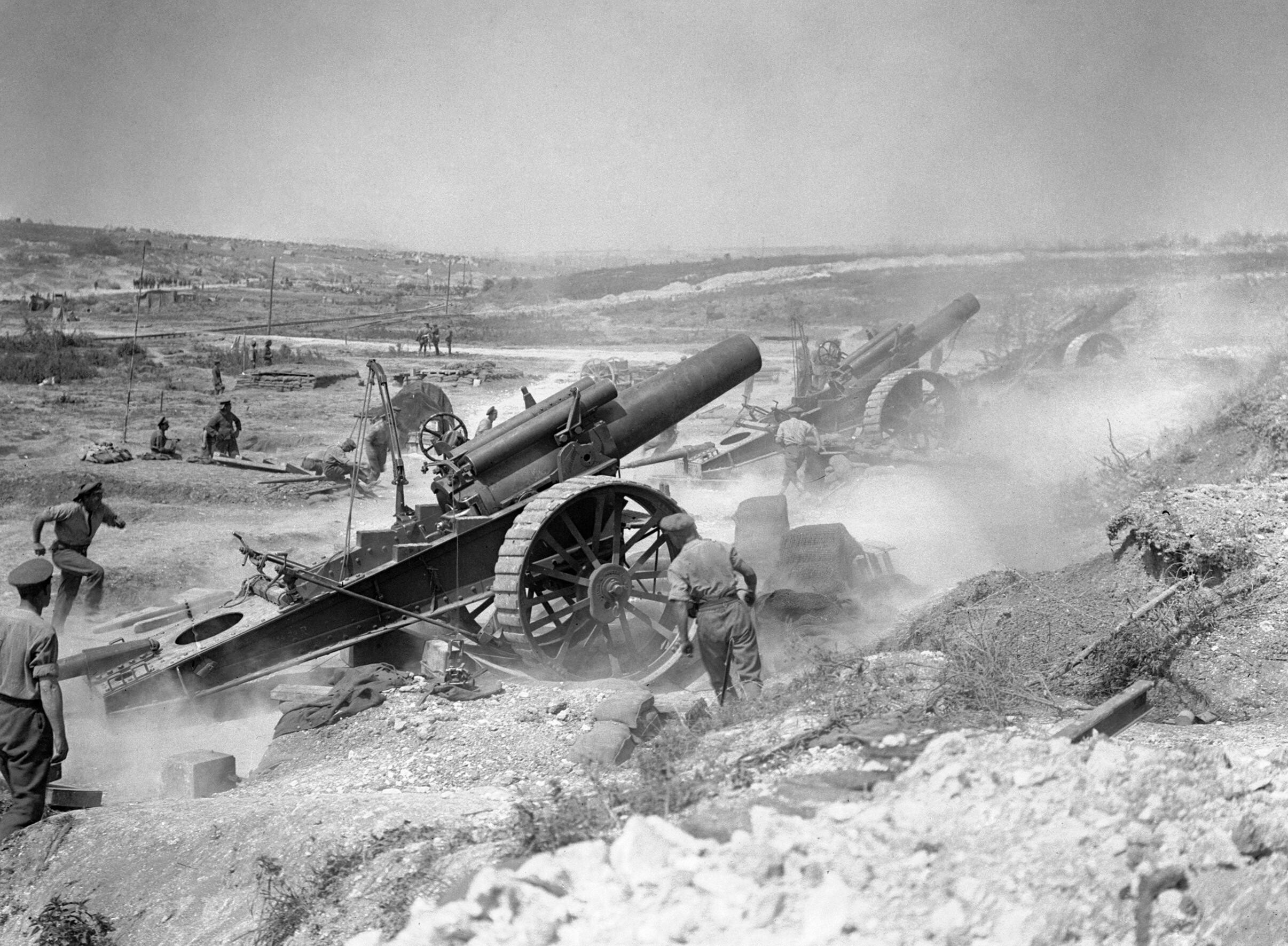
Canhão de 8 polegadas abrindo fogo perto de Mametz.

Nos dias 25, 26, 27 e 28 de junho, o bombardeio continuou ininterruptamente e a chuva intensa contribuiu também para o atoleiro em que se tinha transformado o campo de batalha. Aqui e ali as trincheiras desabavam, bloqueando largos setores e soterrando as entradas de muitos abrigos. Ao fim desse período, alguns setores da linha da frente estavam já irreconhecíveis, transformados em autêntica paisagem lunar.
Desde o dia 26, densas nuvens de cloro pairando sobre a terra de ninguém foram avistadas pelas sentinelas alemãs, deslocando-se na direção de Serre, Beaumont e Fricourt. O gás, mais denso que o ar, descia por todos os buracos, como uma coisa viva e infiltrava-se em todas as aberturas.
Na ocasião, os ingleses lançaram mão os torpedos aéreos (obus).

## O fatídico 1 de julho de 1916

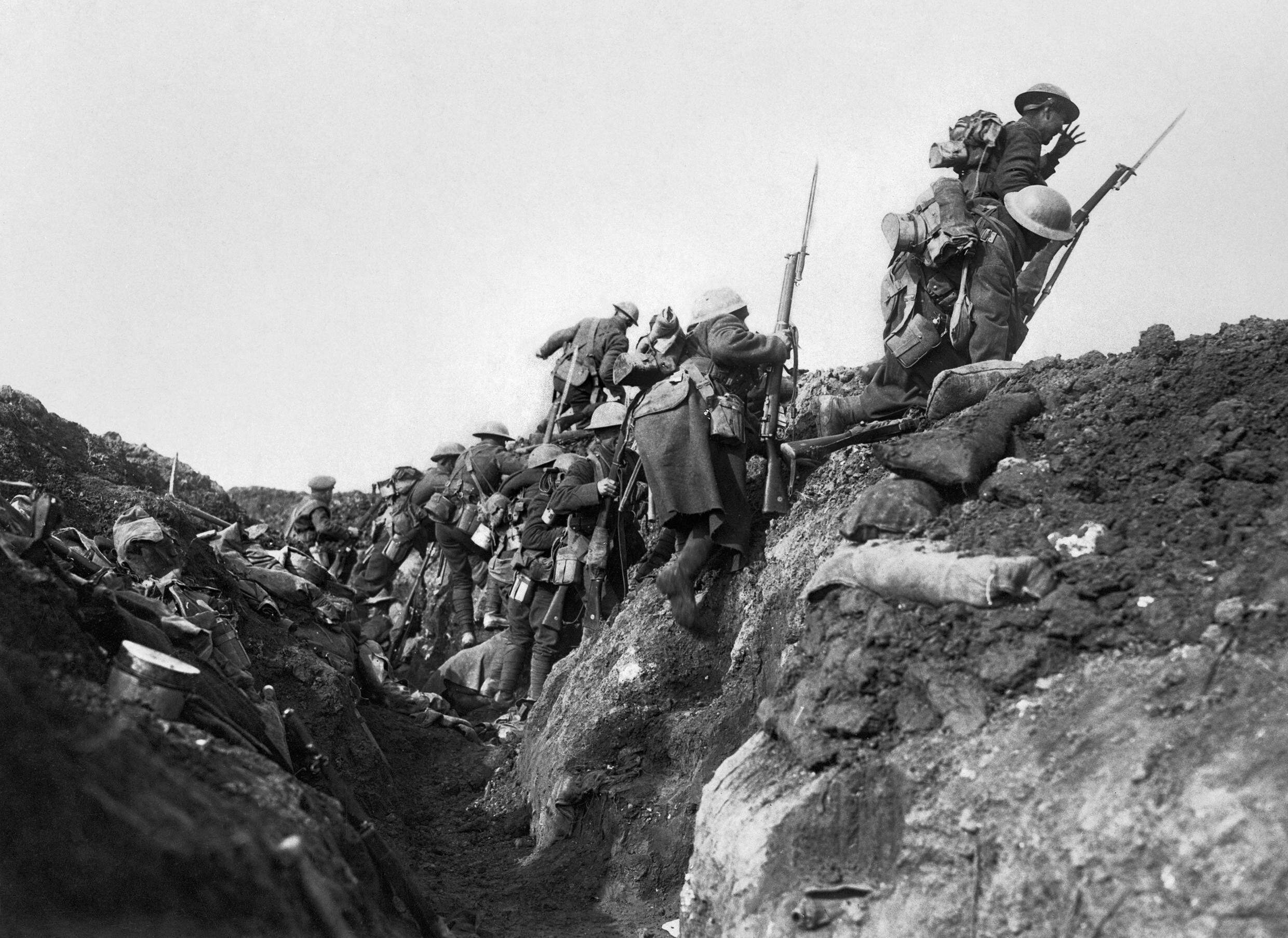
A corrida para o parapeito no início da ofensiva. 1 de julho de 1916

Na maior parte das Divisões foi servida uma refeição quente que contribuiu para reconfortar as tropas depois da friagem da noite. Por volta das 06h30m da madrugada eclodiu um bombardeio sem paralelo contra toda a frente, desde o norte do Ancre até ao sul do rio Somme. Na hora seguinte "parecia que todos os fogos do inferno tinham sido lançados para nos destruir". Segundo a descrição de um soldado alemão. Às 7 horas algumas metralhadoras alemãs começaram a bater os parapeitos das trincheiras aliadas. 

"Estamos tão exaustos que dormimos, mesmo sob intenso barulho. A melhor coisa que poderia acontecer seria os ingleses avançarem e nos fazerem prisioneiros. Ninguém se importa conosco. Não somos revezados. Os aviões lançam projéteis sobre nós. Ninguém mais consegue pensar. As rações estão esgotadas — pão, conservas, biscoitos, tudo terminou! Não há uma única gota de água. É o próprio inferno!"

- Uma carta encontrada no bolso de um soldado alemão, que participou da Batalha do Somme 

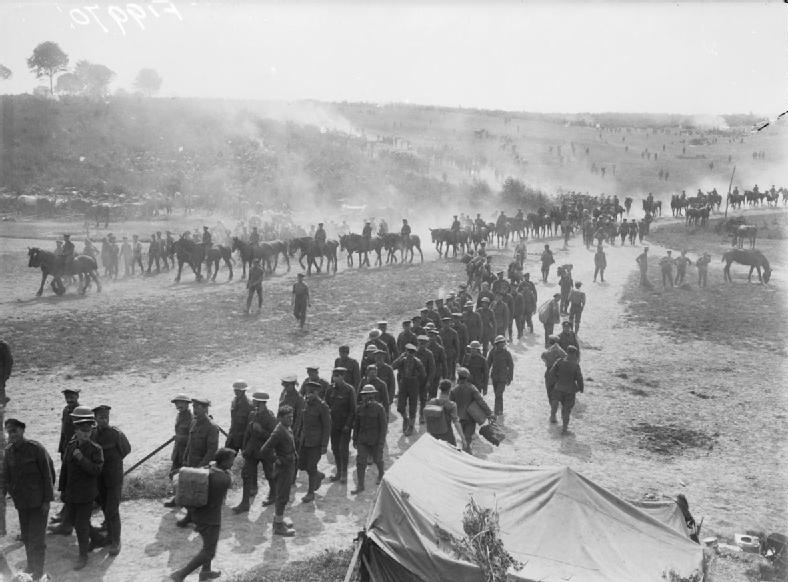
Uma massa de homens, cavalos e equipamentos em direção a Mailley-Maillet.

As sentinelas alemãs, espreitando pelos periscópios, puderam então ver uma massa de capacetes a crescer nas trincheiras aliadas. A batalha estava prestes a começar. E o seu primeiro ato seria a "corrida pelo parapeito", um desafio mortal que para os aliados começaria na sua linha de trincheiras e acabaria no outro lado da terra de ninguém. Para os alemães começaria no fundo dos abrigos e terminaria no topo dos degraus desses mesmos abrigos. Quem perdesse a corrida provavelmente morreria. Toda a infernal preparação de artilharia dos últimos sete dias visava, em última instância, impedir os alemães de ganhar a corrida.
O aparente otimismo logo seria substituído pela amarga desilusão. Poucos segundos depois foram recebidos por mortíferos fogos de metralhadora e, de um modo geral, aqueles poucos que conseguiram chegar às trincheiras alemãs, deparavam com grandes extensões de arame farpado ainda intacto e nele se emaranhavam perdendo o ímpeto, sendo logo a seguir ceifados pelos fogos das metralhadoras ou queimados pelos lança-chamas.
Os alemães contavam com 6 mil baixas entre mortos e feridos, de um total de 35 mil que guarneciam a frente.
O general Sir Douglas Haig, após o fracasso da ofensiva do dia anterior, resolveu abdicar de qualquer tentativa de surpresa e viu-se forçado a concentrar o fogo de artilharia em pequenos setores da trincheira que a infantaria ocuparia a seguir. Contudo os alemães rapidamente perceberam que teriam mais hipóteses de sobrevivência caso se abrigassem em crateras e buracos devidamente cobertos, em vez das trincheiras, nas quais se concentravam os fogos inimigos. Assim, quando os aliados avançavam eram logo colhidos por intensos e flanqueantes fogos de metralhadora e espingarda, oriundos dos locais mais diversos.
O primeiro dia de batalha viu 57 mil baixas britânicas. 19 240 morreram. Foi o dia mais sangrento da história militar britânica.

## A batalha continua

Regimento Cheshire entocado em um trincheira perto de La Boiselle.

No dia seguinte, um grande ataque logrou penetrar a 2ª linha alemã entre Ginchy e Contalmaison e, novamente, a cavalaria explorou em direcção a High Wood, mas os alemães contra-atacaram com êxito, e a frente ficou consolidada ao longo da linha Ovillers-Contalmaison-Hardecourt-Barleux-Berny-Lihons.
A 15 de julho, a Brigada Sul-Africana entrou na luta, atacando através do bosque de Delville. A brigada acabou dizimada numa luta particularmente selvagem que se estendeu até o fim do mês.
Os ataques ingleses e franceses sucederam-se de 15 a 17 de julho, tentando forçar as linhas na direção de Bapaume e Peronne. As perdas foram enormes uma vez que o emprego massivo e sistemático da artilharia precedendo cada nova ofensiva impedia qualquer exploração do efeito surpresa, apanhando sempre os alemães devidamente preparados. Em 16 de julho, começou a luta por Pozières. A aldeia foi investida novamente nos dias 22 e 25 de julho, sempre sem sucesso
No lado alemão, a 17 de julho, a frente do Somme foi dividida em duas e o setor norte desde o Somme até Monchy-au-Bois (cerca de 30 km) foi atribuído ao recém-formado 1º Exército, para onde transitou quase todo o QG do 2º Exército. O 2º Exército ficou com o sector sul.
No dia 19, a defesa alemã foi reorganizada, com a ala meridional formando um novo exército, o 1º, sob o general Max von Gallwitz. A batalha orientava-se agora em 3 direções: a NE em direção a Bapaume, a leste para a Peronne, e a Sudeste, em direção a Nelles. A 20 de julho foi lançada uma nova ofensiva aliada combinada, que obteve poucos ganhos e viria a parar 5 dias mais tarde.

## As tropas ANZAC
As tropas neozelandesas sofreram 8 mil baixas em seis semanas — perto de 1% da população do país à época. Para se ter uma ideia da violência dos combates, essas perdas foram equivalentes às perdas sofridas nos oito meses em que os neozelandeses lutaram na Batalha de Gallipoli.

## Os combates de setembro e a estreia do tanque de guerra

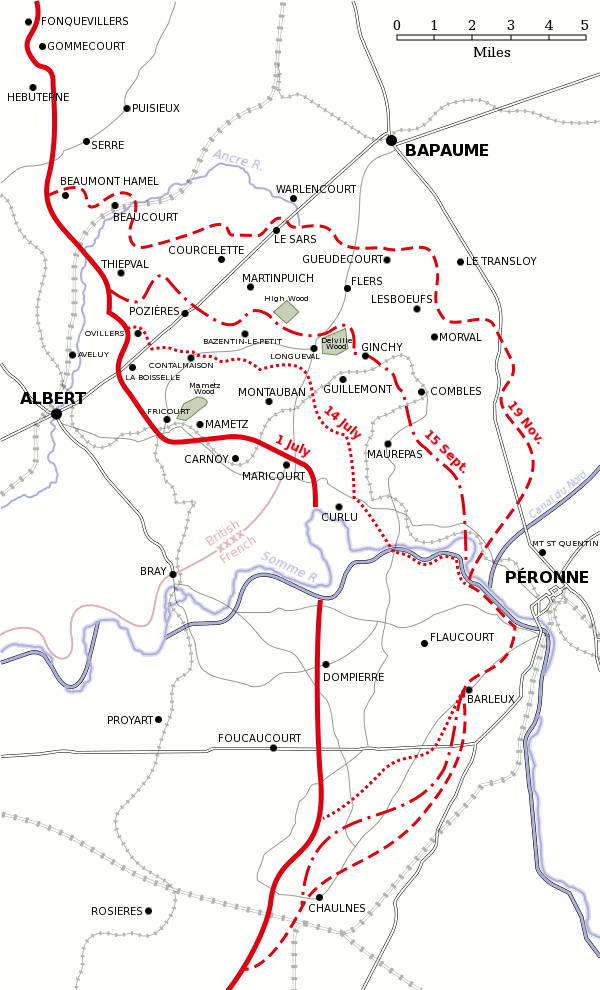
Progresso da Batalha do Somme, julho/novembro de 1916.

No fim de agosto o ritmo da ofensiva foi bastante reduzido pelo mau tempo. De qualquer modo, ao entrar setembro, as trincheiras alemãs haviam recuado o máximo de 8 km, no setor de Flaucourt, atribuído ao I Corpo Colonial, do 6.º Exército Francês e encontravam-se agora sobre a linha Barleux-Villers-Carbonnel-Reugny. Do lado Alemão, Hindenburg havia sucedido a Falkenhayn em 29 de agosto.
De 3 a 14 de Setembro os Aliados desencadearam duas ofensivas que levaram a batalha a Barleux e Bouchavesnes-Bergen, sendo esta última capturada.

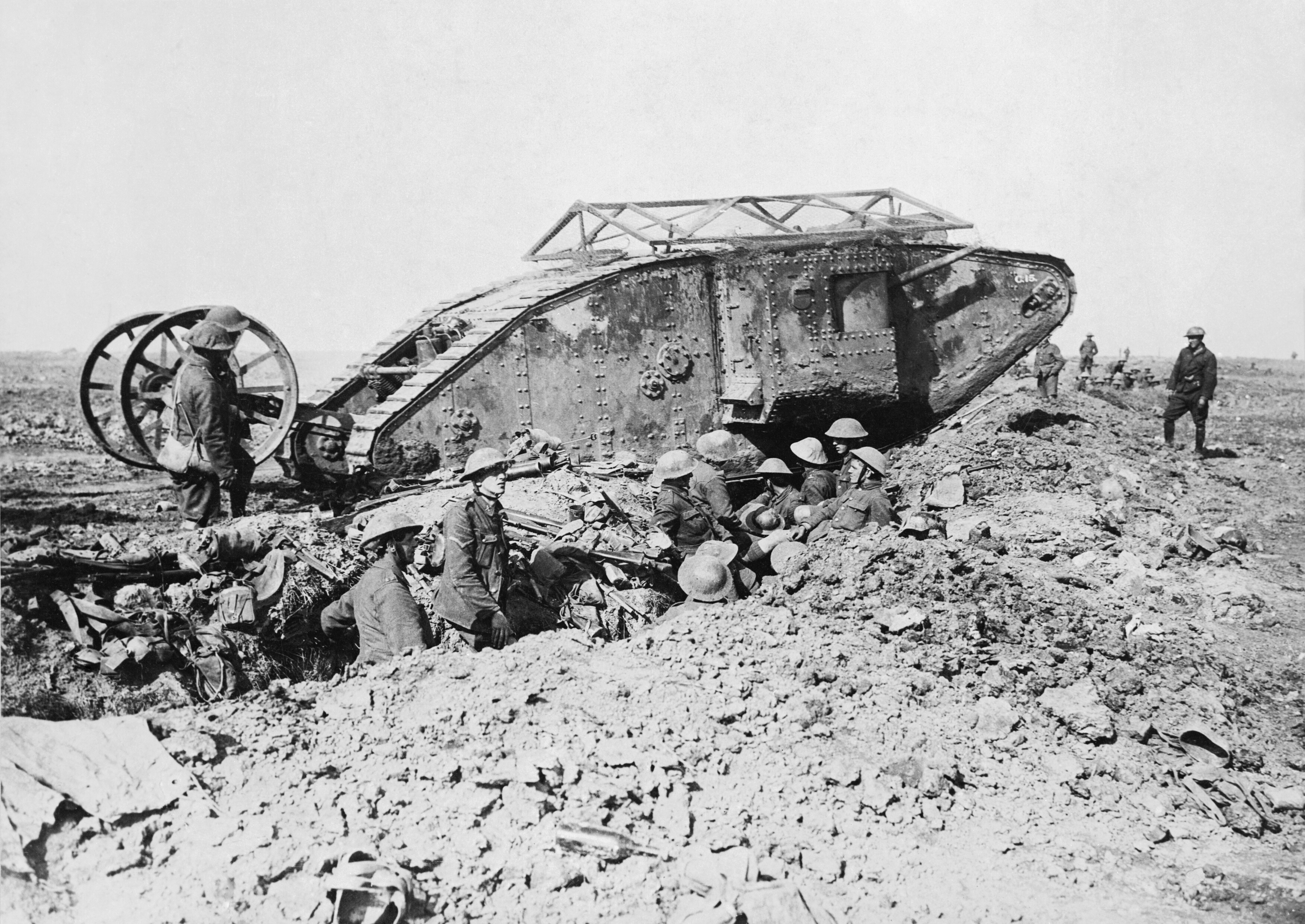
Um tanque Mark I, setembro 1916.

A 20 de Setembro os alemães contra-atacaram em Bouchavesnes-Bergen, mas foram repelidos e a 26 os ingleses entraram em Combles, um formidável reduto fortificado em cujos subterrâneos foram encontrados mais de 2 mil cadáveres alemães.
Os ingleses haviam abandonado a ofensiva, e essa data — 17 de Novembro — se convencionou como o fim da 1.ª Batalha do Somme.

## Conclusões
Do lado inglês, as baixas do Somme, tiveram um efeito a longo prazo sobre a mentalidade dos britânicos, que perceberam, aturdidos, que a guerra que sempre tinham visto ao longe, podia ameaçar de morte todos os seus filhos.
Mais tarde, já durante a 2ª Guerra Mundial, numa ocasião em que o General Marshall se encontrava na Inglaterra apresentando lógicos e convincentes argumentos a favor de uma invasão imediata do continente, Lord Cherwell retorquiu-lhe: "não vale a pena, o senhor está a argumentar contra as baixas de Somme".
O futuro ditador alemão, Adolf Hitler, na época soldado da 6ª Divisão Bávara da reserva, lutou na Batalha do Somme e foi ferido com um tiro na perna em 7 de outubro de 1916.
Para a maioria dos analistas, o avanço aliado de 9,7 km não justificou, nem de longe, as enormes perdas sofridas. Assim, a batalha que seria o ponto de virada da guerra em favor dos anglo-franceses acabou terminando em um impasse estratégico. Os alemães também sofreram muito. Ao fim de 1916, o general Erich von Falkenhayn foi substituído por Paul von Hindenburg e Erich Ludendorff no comando do exército imperial alemão.

## Bibliográfia
- Ball, S. (2004). The Guardsmen: Harold Macmillan, Three Friends, and The World They Made. Londres: HarperCollins. ISBN 978-0-00-653163-0
- Buchan, J. (1917). The Battle of the Somme. New York: George H. Doran. OCLC 699175025. Consultado em 15 de dezembro de 2014
- Dugmore, A. R. (2014). Blood in the Trenches: A Memoir of the Battle of the Somme. [S.l.]: Pen & Sword Military. ISBN 978-1-78346-311-4
- Gilbert, M. (2006) [1994]. The Somme: Heroism and Horror in the First World War repr. ed. [S.l.]: Henry Holt and Company. ISBN 0-8050-8127-5
- Green, A. (2003). Writing the Great War: Sir James Edmonds and the Official Histories 1915–1948. Londres: Frank Cass. ISBN 0-7146-8430-9
- Histories of Two Hundred and Fifty-One Divisions of the German Army which Participated in the War (1914–1918). Washington: United States Army, American Expeditionary Forces, Intelligence Section. 1920. ISBN 5-87296-917-1. Consultado em 13 de setembro de 2013
- James, E. A. (1990) [1924]. A Record of the Battles and Engagements of the British Armies in France and Flanders 1914–1918 London Stamp Exchange ed. Aldershot: Gale & Polden. ISBN 978-0-948130-18-2
- Jones, H. A. (2002) [1928]. The War in the Air, Being the Story of the Part Played in the Great War by the Royal Air Force. II N & M Press ed. Londres: Clarendon Press. ISBN 1-84342-413-4. Consultado em 9 de agosto de 2014
- Keegan, J. (1998). The First World War. Londres: Random House. ISBN 0-09-180178-8
- Liddell Hart, B. H. (1932). Foch: The Man of Orleans. [S.l.]: Boston, Little, Brown. OCLC 16161900
- Liddell Hart, B. H. (1973) [1970]. History of the First World War 3rd ed. Londres: Book Club Associates. OCLC 819218074
- Masefield, J. (1917). The Old Front Line. New York City: Macmillan. OCLC 1183536. Consultado em 27 de junho de 2013
- MacDonald, L. (1983). Somme 1916. Londres: Penguin Books. ISBN 0-14-017867-8
- McLaughlin, P. (1980). Ragtime Soldiers: the Rhodesian Experience in the First World War. Bulawayo: Books of Zimbabwe. ISBN 0-86920-232-4
- Middlebrook, M. (1971). The First Day on the Somme. Londres: Penguin. ISBN 0-14-139071-9
- Neillands, R. (2004). The Great War Generals on the Western Front 1914–1918. [S.l.]: Magpie Books. ISBN 1-84119-863-3
- Mitchell, S. B. T. (2013). An Inter-Disciplinary Study of Learning in the 32nd Division on the Western Front, 1916–1918 (pdf) (PhD). University of Birmingham. OCLC 894593861. Consultado em 1 de dezembro de 2014
- Nicholson, G. W. L. (1962). Canadian Expeditionary Force 1914–1919 (PDF). Col: Official History of the Canadian Army in the First World War. Ottawa: Queen's Printer and Controller of Stationary. OCLC 557523890. Consultado em 27 de dezembro de 2012
- Nomenclature Committee as Approved by Army Council (1994) [1922]. Report of the Battles of the Somme (Cmnd 1138) N & M Press ed. Londres: HMSO. ISBN 1-84342-196-8
- Prior, R. (1999). The First World War 1st ed. Londres: Cassel. ISBN 0-304-35984-X
- Prior, R.; Wilson, T. (2005). The Somme 1st ed. New Haven: Yale University Press. ISBN 0-300-10694-7
- Recouly, R. (1920).  Jones, Mary Cadwalader, ed. Foch, The Winner of The War. New York: Charles Scribner's Sons. OCLC 2036520
- Regan, G. (1993). The Guinness Book of More Military Blunders. Londres: Guinness Publishing. ISBN 0-85112-728-2
- Robertshaw, A. (2006). Somme 1 July 1916: Tragedy and Triumph. Oxford: Osprey. ISBN 1-84603-038-2
- Sacco, J. (2013). The Great War: July 1, 1916: The First Day of the Battle of the Somme. [S.l.]: W. W. Norton. ISBN 978-0-393-08880-9
- Statistics of the Military Effort of the British Empire During the Great War 1914–1920 1st ed. Londres: HMSO. 1922. OCLC 1318955. Consultado em 27 de junho de 2013
- Watson, A. (2008). Enduring the Great War: Combat, Morale and Collapse in the German and British Armies, 1914–1918. Col: Cambridge Military Histories. New York: Cambridge University Press. ISBN 0-52188-101-3
- Wilkinson, R. (2006). Pals on the Somme 1916. Barnsley: Pen & Sword. ISBN 1-84415-393-2. OCLC 64746633
- van Hartsveldt, Fred R. (1996). The Battles of the Somme: Historiography and Annotated Bibliography. London and Westport, CT: Greenwood Press. ISBN 0-313-29386-4